# Clarence Anglin
Clarence Anglin (født 11. maj 1931 i Donalsonville, Georgia, forsvundet siden 11. juni 1962), var en amerikansk bankrøver, der blev indsat i det amerikanske fængsel Alcatraz. Anglin brød ud af fængslet sammen med Frank Lee Morris og sin bror John Anglin den 11. juni 1962 og flygtede fra øen.
Det antages almindeligvis, at de tre omkom under flugten, men der verserer teorier om, at en eller flere af de tre overlevede. Ifølge en BBC-dokumentar skulle de to brødre have overlevet og skulle nu leve på en farm i Brasilien.